# Путятино (Вологодская область)
Путятино — деревня в Вологодском районе Вологодской области.
Входит в состав Кубенского сельского поселения (с 1 января 2006 года по 8 апреля 2009 года входила в Несвойское сельское поселение), с точки зрения административно-территориального деления — в Несвойский сельсовет.
Расстояние до районного центра Вологды по автодороге — 42 км, до центра муниципального образования Кубенского по прямой — 11 км. Ближайшие населённые пункты — Несвойское, ГЭС, Погост Рождество, Паутово, Гаврилово, Кулаково, Демино, Остахово.
По переписи 2002 года население — 1 человек.